# Rent – Bohém élet
A Rent – Bohém élet (angolul: Rent, azaz Bér) a Rent című Broadway-musical 2005-ös amerikai filmadaptációja. A musical Puccini Bohémélet című operájának átirata. A film egy fiatalokból álló, New York East Village részében élő csoport küzdelmeit mutatja be 1989. december 24-től 1990. december 24-ig. A rendező, Chris Colombus hat színészt emelt át az eredeti Broadway-szereplők közül a filmbe, a másik két főszereplő nem tudott részt venni a produkcióban.

## A stáb
Két színész kivételével az összes főszereplő az eredeti Broadway-musicalben, első szereposztásban játszó színész volt.
Chris Colombus rendezőnek támadt az az ötlete, amikor Anthony Rapp-pel, Adam Pascallal és Idina Menzellel beszélt a musicalről, hogy először a musical eredeti szereplőinek ajánlják fel a szerepeket, hiszen ők még mindig ugyanúgy néznek ki, mint 1996-ban. Csak Daphne Rubin-Vega és Fredi Walker, az eredeti Mimi és Joanne nem szerepeltek a filmben. Rubin-Vega épp terhes volt a casting idején, valamint 35 évesen már idős volt, hogy a 19 éves Mimi szerepét játssza. Walker úgy nyilatkozott a DVD-változat dokumentumfilmjében (Mikor, ha nem most?), hogy túl idősnek, öreges kinézetűnek tartotta már magát Joanne szerepéhez.
- Anthony Rapp  mint Mark Cohen – egy szenvedő filmes, Roger lakótársa, Maureen dobta Joanne-ért
- Adam Pascal mint  Roger Davis – egy HIV-pozitív exdrogos, rockzenész, Mimi kedvese
- Rosario Dawson mint Mimi Marquez – egy HIV-pozitív heroinista és éjszakai táncos, Roger kedvese
- Jesse L. Martin mint Tom Collins – egy AIDS-től szenvedő filozófiatanár, Maureen, Roger, Mark és Benny volt lakótársa, Angel kedvese
- Wilson Jermaine Heredia mint Angel Dumott Schunard – egy transzvesztita utcai zenész, aki AIDS-ben szenved, Collins kedvese
- Idina Menzel mint Maureen Johnson – előadóművész és Joanne barátnője, Mark exbarátnője
- Tracie Thoms mint Joanne Jefferson – egy Harvard-i diplomával rendelkező ügyvéd, Maureen barátnője
- Taye Diggs mint Benjamin Coffin III – Mark, Roger, és Mimi lakótömbjének tulajdonosa, Collins, Roger, Maureen és Mark volt lakótársa, gazdag családba nősült

## Cselekmény
A film és a musical cselekménye nagymértékben megegyezik, de számos énekelt dialógot prózává alakítottak, néhány dal kimaradt, és kisebb időrendi változtatásokat is eszközöltek.
|  | Alább a cselekmény részletei következnek! |

### 1989 karácsonya
Miután a nyolc főszereplő elénekelte a Seasons of Love (A szerelem évszakai) című dalt, a film 1989 szentestéjén kezdődik, amint egy lakótömb bérlői (köztük Mark és Roger, akik régi barátok és lakótársak) felháborodottan veszik észre, hogy a tulajdonos lekapcsoltatta az áramot a környéken, mivel nem fizették be a lakbért, melyet korábban elengedtek nekik. Mindeközben Collins, Mark korábbi lakótársa, Mark és Roger közös barátja visszatér a városba, de megtámadják és egy sikátorban hagyják összeverve (Rent [Bér]). Benny, a tulajdonos, Mark és Collins korábbi közös lakótársa, aki gazdag családba házasodott, felajánlja Marknak és Rogernek, hogy ismét eltörli a lakbért, ha meggyőzik Maureent (Mark exbarátnőjét), hogy ne tartsa meg tüntetését a hajléktalanokért. A tüntetés Maureen fellépőhelyén lenne megtartva, de a helyet Benny internetkávézóvá szeretné alakítani (You'll See).
Angel Dumott Schunard, a HIV-pozitív transzvesztita utcai dobos, a sikátorban találkozik a szintén HIV-pozitív Collinsszal. Kettejük között szerelmi szál kezd kibontakozni. Még ugyanezen az éjszakán Roger volt barátnőjét, Aprilt gyászolja (aki miután megtudta, hogy HIV-pozitív, öngyilkosságot követett el), és arról énekel, hogy mielőtt belehalna az AIDS-be szeretne írni „egy” dalt, az „egy” dalt, ami örökké híressé teszi majd. (One Song Glory [Egy dal dicsősége]). Mimi, a drogfüggő éjszakai táncoslány, Roger és Mark alsó szomszédja felmegy Rogerhez, és flörtöl vele (Light My Candle [Gyújtsd meg a lámpám]).
Másnap reggel Roger és Mark találkozik Collinsszal és megismerik Angelt, aki egy énekes-táncos produkciót mutat be nekik, melyben elmeséli, hogyan gazdagodott meg, miután felkérésre „halálba dobolt” egy kutyát (Today 4 U [Ma én szívok]). Később derül ki, hogy a kutya, Evita Bennyéké volt. Angel megkéri Rogert és Markot, hogy jöjjenek el vele és Collinsszal a művelődési házban tartandó életvédő csoportterápiára (Life Support). Roger visszautasítja, de Mark (aki vele ellentétben nem AIDS-es) elfogadja az ajánlatot, azzal a kikötéssel, hogy csak később tud menni, miután segített Maureennak megszerelni a hangosítást a tüntetéshez. Mark elmegy segíteni Maureennak, de ott csak Joanne Jeffersont, Maureen új szeretőjét találja. Mark és Joanne arról beszélgetnek, hogy Maureen rendszeresen megcsalja partnereit (Tango: Maureen [Maureen-tangó]). Ezután elmegy az „életvédő” találkozóra, ahol Mark a résztvevők engedélyét kéri, hogy e találkozót is belevehesse a most készülő új dokumentumfilmjébe. Egy férfi a csoportban arról beszél, mennyire nehéz elfogadni azt, amit itt a csoportban tanultak, „próbálok nyitott lenni hát, akárhogy félek, mert hisz meg kéne halnom – papíron két éve már” (Life Support [Az életvédő csoport]).
Később egy nightclubban Mimit látjuk, amint táncol és énekel, arról, hogy szeretné elhagyni ezt a helyet és jól érezni magát még mielőtt meghal (Out Tonight [Játssz úgy, mint én]). Aztán rátör Rogerre annak lakásában, ahol a férfi megharagszik rá (Another Day [Egy másik nap]).
Másnap Mark megkérdi Rogert, ki már hosszú ideje nem hagyta el a lakást, hogy nem akar-e vele menni az életvédő gyűlésére, de ismét visszautasítja a meghívást. A találkozón a csoport tagjai azon gondolkoznak, vajon hogyan fog folytatódni az életük most, hogy tudják, AIDS-esek (Will I? [Elveszítve tartásom]). Eközben Roger csatlakozik a csoporthoz, Angel, Collins és Mark örömére. Miközben a haza tartanak, a négyes arról beszél, hogy elhagyják New Yorkot, és Santa Feben nyitnak egy éttermet (Santa Fe). A metróút után Mark és Roger elmegy segíteni Joanne-nek, aki a lakótömbben Maureen tüntetését készíti elő. Collins és Angel hazafelé sétálva szerelmet vallanak egymásnak (I’ll Cover You [Én óvlak majd]).
Maureen este megtartja tüntetését (Over the Moon [Egy ugrás a hold]). Benny a rendőröket is készenlétben tartja, de ez hibának bizonyul. Lázongás tör ki, ami miatt Maureen még mérgesebb lesz Bennyre. Aznap este mindenki a Life Cafe nevű helyen gyűlik össze. Mark elmondja, felvette a lázongást és hogy Buzzline című televíziós műsor szeretné leadni az anyagot. Benny bocsánatot kér, és elmondja felesége azért nem tudott megjelenni a tüntetésen, mert elhunyt kutyájukat gyászolja. A bocsánatkérés elutasításra kerül. Benny szerint a társaságbak ideje lenne felnőni és felelős életet élni, megkérdezi, tényleg így akarnak-e élni, ahogyan most. A társaság válasza a bohém élet éltetésébe fordul (La Vie Boheme [A bohémélet]). Mimi órája csipog, és megtudjuk, hogy Mimi szintén AIDS-es. Roger és Mimi megvallják egymásnak szerelmüket (I Should Tell You), majd a pár visszatér a kávézóba és megünneplik az új kapcsolatot (La Vie Boheme B).

### 1990
A film közepén Mark felvételeiből láthatunk részleteket (Seasons of Love B).
A banda együtt ünnepli az újév eljöttét is. Mimi megfogadja, hogy visszamegy tanulni és felhagy a drogfogyasztással. Visszatértükkor a lakóház le van lakatolva. Angel hiába töri fel a zárat egy szemetessel, mikor bemennek a házba bútoraiknak csupán hűlt helyét találják.
Joanne Mark ügyvédje lesz, és eladják Mark felvételit a Buzzline-nak, ahol Mark munkát is kap. 3000 dollárt kap minden egyes részért. Amíg Alexi Darlinggal, a Buzzline főszerkesztőjével tárgyalnak, Joanne látja, ahogyan Maureen egy másik nővel flörtöl. Később az utcán, miután Joanne Maureen szemére veti a történteket, Maureen megkéri Joanne kezét, amire ő igent mond. Később, az jegyzési ünnepségen Maureen újra flörtöl egy másik nővel. Joanne nagyon mérges lesz, és azzal fenyegeti Maureent, hogy elhagyja őt, míg Maureen azért lesz mérges, mert Joanne monogámiára „kényszeríti” (Take Me or Leave Me [Így fogadj el, vagy hagyj el!]). Ezután szakítanak.
Benny Mark és Roger összes tulajdonát visszaadta, de kiderül, hogy Mimi Bennyvel vacsorázott, és neki köszönhető, hogy Benny meggondolta magát. Benny elmondja azt is, hogy két évvel korábban kapcsolat volt közöttük. Mikor ezeket Roger megtudja, azt hiszi, hogy Mimi megcsalta őt. Szakítanak, majd Mimi ismét drogozni kezd, teljesen elkeseredik, ő is részt vesz az életvédő gyűléseken, Angel pedig súlyosan megbetegszik, és végül meg is hal (Without You [Ha elmész]).
A következő jelenet Angel temetése egy templomban. Collins azt a dalt énekli amit ő és Angel közösen énekelt korábban (I’ll Cover You (Reprise) [Én óvlak majd II.]). A temetés után Roger és Mimi a múltbeli kapcsolatukról veszekednek, csakúgy mint Maureen és Joanne. A vita közben Roger elárulja, hogy eladta a gitárját, vett egy autót, és azt tervezi, hogy Santa Fébe megy (Goodbye Love).
Miután megérkezett Santa Fébe, Roger ráébred, hogy még mindig szerelmes Mimibe, és nem bírja ki, hogy ilyen távol élnek egymástól, ezért úgy dönt, hazatér. Mindeközben Mark úgy dönt, hogy otthagyja a Buzzline-t és inkább befejezi a saját filmjét (What You Own [Mutasd, mit érsz!]). Roger azonban hazatérte után rájön, hogy Mimi eljött a rehabilitációs intézetből, és eltűnt, senki nem tudja merre van. Szenteste Joanne és Maureen megtalálják egy parkban. Kiderül, Mimi az utcán élt. Míg Mimi haldoklik, Roger elénekli neki azt az „egy” dalt, amit egész évben írt (Your Eyes). Mimi majdnem meghal, de fokozatosan jobban lesz, visszanyeri eszméletét, és azt mondja: „Egy alagútban álltam, elindultam a fény felé, és esküszöm, hogy Angel is ott volt! Beszélt hozzám! Azt mondta, fordulj vissza kislány, és hallgasd meg annak a fiúnak a dalát.”
A hatos társaság elénekli a finálét. Míg énekelnek, láthatjuk Mark dokumentumfilmjét (Finale B [Finálé]), melyben szerepel a csapattal időközben kibékült Benny, és amely Angel képeivel ér véget.
|  | Itt a vége a cselekmény részletezésének! |

## Szereplők
| Szerep                | Színész                 | Szinkronhang        |
| --------------------- | ----------------------- | ------------------- |
| Mark Cohen            | Anthony Rapp            | Epres Attila        |
| Benjamin Coffin III   | Taye Diggs              | Kautzky Armand      |
| Roger Davis           | Adam Pascal             | Zámbori Soma        |
| Tom Collins           | Jesse L. Martin         | Barabás Kiss Zoltán |
| Angel Dumott Schunard | Wilson Jermaine Heredia | Rajkai Zoltán       |
| Joanne Jefferson      | Tracie Thoms            | Zakariás Éva        |
| Maureen Johnson       | Idina Menzel            | Náray Erika         |
| Mimi Marquez          | Rosario Dawson          | Törtei Tünde        |

## A filmben elhangzó dalok
A filmzene megjelent CD-n is.

### Számlista
| 1.  | Seasons of Love | Joanne, Collins és mindenki                                   |  |
| 2.  | Rent            | Mark, Roger, Collins, Benny és a lakók (köztük Mimi és Angel) |  |
| 3.  | You’ll See      | Roger, Mark és Benny                                          |  |
| 4.  | One Song Glory  | Roger                                                         |  |
| 5.  | Light My Candle | Roger és Mimi                                                 |  |
| 6.  | Today 4 U       | Collins, Angel és Mark                                        |  |
| 7.  | Tango: Maureen  | Joanne és Mark                                                |  |
| 8.  | Life Support    | Gordon, Roger, Steve és mindenki                              |  |
| 9.  | Out Tonight     | Mimi                                                          |  |
| 10. | Another Day     | Roger, Mimi, Collins, Mark és Angel                           |  |
| 11. | Will I?         | Steve, Gordon és mindenki                                     |  |
| 12. | Santa Fe        | Roger, Mark, Angel és Collins                                 |  |
| 13. | I’ll Cover You  | Angel és Collins                                              |  |
| 14. | Over The Moon   | Maureen                                                       |  |

| 1.  | La Vie Boheme            | mindenki                                             |  |
| 2.  | I Should Tell You        | Roger és Mimi                                        |  |
| 3.  | La Vie Boheme B          | Mimi, Mark, Angel, Collins, Maureen, Joanne és Roger |  |
| 4.  | Seasons of Love B        | mindenki                                             |  |
| 5.  | Take Me Or Leave Me      | Maureen és Joanne                                    |  |
| 6.  | Without You              | Mimi és Roger                                        |  |
| 7.  | I’ll Cover You (Reprise) | Collins, Joanne és mindenki                          |  |
| 8.  | Halloween                | Mark                                                 |  |
| 9.  | Goodbye Love             | Mimi, Roger, Benny, Maureen, Joanne, Mark és Collins |  |
| 10. | What You Own             | Mark és Roger                                        |  |
| 11. | Finale A                 | Mimi és Roger                                        |  |
| 12. | Your Eyes                | Roger                                                |  |
| 13. | Finale B                 | mindenki                                             |  |
| 14. | Love Heals               | mindenki                                             |  |

| 1.  | Seasons of Love          | 3:02 |
| 2.  | Rent                     | 3:58 |
| 3.  | One Song Glory           | 2:46 |
| 4.  | Light My Candle          | 4:10 |
| 5.  | Today 4 U                | 2:45 |
| 6.  | Tango: Maureen           | 3:31 |
| 7.  | Out Tonight              | 3:55 |
| 8.  | Santa Fe                 | 3:28 |
| 9.  | I’ll Cover You           | 2:31 |
| 10. | La Vie Boheme A & B      | 8:26 |
| 11. | I Should Tell You        | 2:53 |
| 12. | Take Me Or Leave Me      | 3:51 |
| 13. | Without You              | 4:16 |
| 14. | I’ll Cover You (Reprise) | 3:43 |
| 15. | What You Own             | 3:58 |
| 16. | Finale B                 | 2:34 |
| 17. | Love Heals               | 4:36 |

1. ↑  A amerikai toplista 33. helyén végzett
2. ↑  Nem egyezik a filmben elhangzó változattal, mivel Idina Menzel [Maureen] színésznő ragaszkodott ahhoz, hogy a dalt élőben adja elő a forgatáson, és más felvételt használtak a kész filmben, és az albumon.
3. ↑  Nem szerepelt a filmben, a DVD-kiadáson a kimaradt jelenetek között szerepelt.
4. ↑  A filmben csak az első harmada szerepelt (közös veszekedés/temetés), még a második két harmad (Roger és Mark dialógja, és Mimi búcsúja) a DVD-kiadáson a kimaradt jelenetek közt szerepelt.
5. ↑  Bónusz szám, mely a filmben nem jelent meg, ám a Broadway-darabban többször hallható, míg átrendezik a színpadot.

## Fordítás
- Ez a szócikk részben vagy egészben  a   Rent (film) című angol Wikipédia-szócikk fordításán alapul.  Az eredeti cikk szerkesztőit annak laptörténete sorolja fel. Ez a jelzés csupán a megfogalmazás eredetét és a szerzői jogokat jelzi, nem szolgál a cikkben szereplő információk forrásmegjelöléseként.